# أندريا ستوبيني
أندريا ستوبيني (بالإيطالية: Andrea Stoppini)‏ مواليد 29 فبراير 1980 في ترينتو، هو لاعب كرة مضرب إيطالي بدأ مسيرته كمحترف سنة 1998 يلعب باليد اليمنى ويحتل حالياً المرتبة رقم. 1557 (24 سبتمبر 2012) في تصنيف رابطة محترفي كرة المضرب. أعلى تصنيف له في الفردي كان المركز الـ 161 في سنة 2009. في 2006 استطاع هزيمة المصنف الأولى عالميا أندريه أغاسي 6–4، 6–3.

## روابط خارجية
- أندريا ستوبيني على موقع رابطة محترفي التنس (الإنجليزية)
- أندريا ستوبيني على موقع الاتحاد الدولي لكرة المضرب (الإنجليزية)
- أندريا ستوبيني على موقع خلاصة التنس.كوم (الإنجليزية)
- أندريا ستوبيني على موقع إي إس بي إن.كوم (الإنجليزية)